# Occultisme
L’occultisme (du latin occultus, « caché, secret »), désigne l'ensemble des arts et sciences occultes (alchimie, astrologie, magie, divination, médecine occulte) touchant aux secrets de la nature, à ce qui est non visible. Ces pratiques sont considérées par la science comme des pseudo-sciences.
L'expression « sciences occultes » remonterait au titre d'un livre d'Eusèbe de Salverte, en 1829 (Des sciences occultes). Le mot « occultisme » en français ferait son apparition en 1842. Dès 1884, l'occultiste Joséphin Péladan entend par « occultisme » : « l'ensemble des sciences occultes ». En anglais, occultism date de 1881.
Le néo-occultisme traite avec Papus des « facultés occultes de l'Homme » et des « forces invisibles de la Nature ».

## Présentation
Étymologiquement, le mot « occultisme » vient du latin occultus (« caché, secret »), il se rapporte à la « connaissance de ce qui est caché ». Nigidius Figulus, selon Cicéron, voyait « les choses que la nature a cachées (quae natura occultavit) ». L'occultisme se réfère à des disciplines associées à des notions surnaturelles, secrètes, considéré par la science rationaliste et matérialiste comme construit à partir d'un biais de raisonnement et ainsi qualifiées de pseudo-sciences. L'occultisme s'intéresse aux connaissances occultes, parallèlement à la pratique des arts occultes. Le terme de science occulte est également utilisé de nos jours, par opposition à la science moderne décrivant principalement l'univers visible.

### Définitions
Helena Blavatsky, la fondatrice de la Société théosophique, à l'article « Sciences occultes » de son Glossaire de théosophie :

« Occultes, sciences. Les sciences touchant aux secrets de la nature - physique et psychique, mentale et spirituelle - sont appelées sciences hermétiques et ésotériques. En Occident, on peut nommer la Cabale, en Orient, le mysticisme, la magie et la philosophie du Yoga. Ces sciences sont cachées au vulgaire, et l'ont été pendant des âges. »

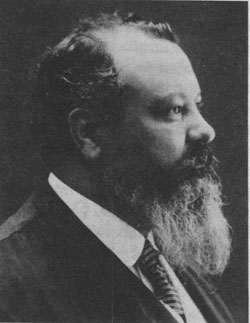
Gérard Encausse, dit Papus

Papus (1865-1916), l'un des chefs du courant occultiste français, médecin de formation, écrivait :

« L'Occultisme est l'ensemble des théories, des pratiques et des Voies de réalisation dérivées de la Science occulte (…). 1° Alors que la Science, telle qu'elle est conçue par les savants contemporains, étudie surtout les phénomènes physiques et la partie abordable, visible de la Nature et de l'Homme, la Science occulte, grâce à sa méthode préférée : l'Analogie, s'efforce, en partant des faits physiques, de s'élever jusqu'à l'étude de la partie invisible, occulte de la Nature et de l'Homme : de là sa première caractéristique de 'Science du caché', Scientia occultati. 2° Alors que la Science contemporaine diffuse, par des journaux, des expériences publiques, ses découvertes et ses pratiques, la Science occulte divise ses recherches en deux catégories : A. une partie qui peut être publiée pour aider à la progression de l'humanité ; B. une partie qui doit être réservée à une sélection d'hommes : de là le second caractère de cette 'Science cachée' : Scientia occulta. 3° Enfin, alors que des épreuves intellectuelles sont seules exigées des candidats aux facultés et aux grandes écoles scientifiques, les centres d'enseignement occultistes exigent, en plus, des épreuves morales diverses, et ne confient leur enseignement qu'à des hommes éprouvés et capables de ne jamais employer pour le mal les connaissances qu'ils ont acquises (…) ce qui montre la Science occulte sous le nouvel aspect de Scientia occultans [science cachant]. »

Autre définition, de Pierre A. Riffard, qui distingue occultisme et ésotérisme :

« 1. L'occultisme, c'est d'abord la croyance en des 'forces occultes' et la pratique des 'sciences occultes'. L'occultisme, en tant que croyance, affirme l'existence de 'fluides' manifestant un monde invisible à l'intérieur du monde visible, recherche des analogies et correspondances entre visible et invisible, mais aussi entre les divers êtres ; l'occultisme, en tant que pratique, suppose la connaissance et l'utilisation de la magie, de l'astrologie, des mancies, de la médecine occulte, de l'alchimie. 2. L'occultisme, c'est ensuite, de façon plus étroite, l'ensemble des arts et des sciences occultes. »

Faut-il donc distinguer occultisme et ésotérisme ? Certains, comme Papus ou Robert Amadou ne le font pas. D'autres, si. Aux yeux de certains occultistes, occultisme et ésotérisme sont synonymes. Aux yeux des ésotéristes, il y a incompatibilité. Le mot ésotérisme vient du grec ancien ἐσώτερος / esóteros, « plus intérieur, plus intime  ». Les deux 'disciplines' sont donc assez proches mais n'ont pas la même histoire : leurs moments ne coïncident pas ; pas le même objet : l'occultisme s'arrête au psychique, l'ésotérisme remonte au spirituel ; pas la même méthode : au syncrétisme de l'occultiste s'oppose l'initiation de l'ésotériste ; pas le même but : l'occultiste vise une fin pratique, l'ésotériste poursuit une fin idéale. Il y a quand même une grande différence entre les précieux livres de l'occultisme, le Grand Albert, attribué à Albert le Grand, et surtout Trois livres de philosophie occulte, de Corneille Agrippa, et le texte phare de l'ésotérisme, La table d'émeraude, écrite semble-t-il par Hermès Trismégiste. N'oublions pas qu'il existe un saut entre la magie des occultistes, très concrète, et celle des ésotéristes, plus philosophique.

### Classification
| Disciplines occultes                     | Disciplines occultes                         | Disciplines occultes |
| Arts occultes                            | Sciences occultes                            | Sciences occultes    |
| ---------------------------------------- | -------------------------------------------- | -------------------- |
| Alchimie, astrologie, divination, magie… | Science des correspondances, arithmologie... |                      |

Jusqu'au XVIe siècle, la distinction entre magie, divination, sorcellerie, démonisme, etc. n'existait pas. Il est dit d'Ostanès le Mage qu'il possède « tout l'art de l'astrologie, de l'astronomie, de la philosophie, des belles-lettres, celui du magisme, des mystères et des sacrifices et enfin celui du travail de l'or [l'alchimie] ». Le Picatrix, traité de magie arabe écrit vers 1050, commence par définir la nigromancia comme ce qui se dit « de toutes les choses qui sont cachées à l'appréhension et dont la majorité des hommes ne comprennent pas comment elles se font ni de quelles causes elles proviennent » ; cette science est divisée en trois parties : la première [invocations, mots…], est pratique, là les « opérations se font de l'esprit sur l'esprit » ; la deuxième, qui est la fabrication des images (talismans), consiste à appliquer « un esprit dans un corps », par exemple un esprit planétaire dans un objet ; la troisième et enfin, l'alchimie, est l'application d'« un corps dans un corps ».
Voici la classification des arts et sciences occultes par Pierre A. Riffard, Helena Blavatsky et Papus :
Arts occultes (volet opératif de l'occultisme) :
- alchimie ;
- astrologie ;
- divination : voyance (intuitive) ou mantique (déductive) ;
- magie ;
- médecine occulte : radiesthésie, guérison spirituelle... ;
- psychurgie (art de manier les forces psychiques) : magnétisme, hypnotisme... ;
- talismanie (art de fabriquer les talismans, les amulettes) ;
- chamanisme (indéfinissable, le plus abstrait de tous les arts occultes en accord avec les principes d'invocation des esprits et avec de nombreux rituels variés).

Sciences occultes (volet spéculatif de l'occultisme) :
- doctrine des analogies et correspondances ;
- « science cabalistique » (« art de connaître les bons génies ») ;
- science des cycles ;
- science des lettres et des noms : herméneutique, science des écritures sacrées, étymologies occultes... ;
- science des nombres : arithmologie, numérologie... ;
- science des prodiges (connaissance des faits extraordinaires, ou paradoxographie) ;
- science des symboles.

### Qualités et vertus occultes
Qu'est-ce donc qu'une qualité occulte et une vertu occulte, par rapport à une propriété visible (comme le rouge), à une force simplement physique (comme le vent) ? La qualité occulte est une propriété invisible au profane, une caractéristique « non connue du commun des mortels, difficile à déceler, non explicable ». Par exemple, les astrologues soutiennent que le Signe du Bélier participe de la planète Mars, qu'il est fait de Feu ; la racine de la mandragore, pour le magicien qui scrute bien cette plante, a l'aspect d'une poupée. « Les propriétés occultes s'appellent ainsi parce que leurs causes ne paraissent point et parce que l'esprit humain ne peut les pénétrer ». Ces qualités merveilleuses deviennent des vertus occultes quand elles agissent comme des puissances mystérieuses et actives ; par exemple, selon les occultistes, la planète Mars favorise les guerres, la mandragore peut servir d'anesthésique. Surtout, les vertus occultes « peuvent faire de grands effets avec de moindres causes » et elles agissent à distance. Le type même de l'action occulte est l'attraction exercée par l'aimant sur le fer, ou l'influence des planètes sur le destin des hommes, ou « le feu dans le silex ». À partir de là, certains ont perçu la Nature comme un lieu de forces mystérieuses et ils ont transmis plus ou moins secrètement leur savoir sur ces forces appelées - en termes physiques - « ondes », « fluides », « effluves », « radiations », ou bien - en termes religieux - « souffles », « esprits », « puissances », « émanations ».
L'auteur le plus lu, pendant des siècles, a été Pline l'Ancien. Il proclame fort qu'il n'y croit pas, mais il s'étend avec beaucoup de complaisance sur toutes sortes de bizarreries, de merveilles. Dans le livre XXX de son Histoire naturelle (vers 70 de notre ère), il ne sait trop que penser. « Il est aussi téméraire, dit-il, de croire que la nature obtempère à des paroles rituelles que stupide de dénier à celles-ci toute valeur efficace ». Il cite des recettes assez étranges : la chenille de la feuille de chou fait tomber les dents, « les toiles d'araignées guérissent parfaitement les contusions articulaires », etc.
L'auteur qui est allé le plus loin en théorie est Paracelse (vers 1493-1541). Pour lui, l'extérieur dévoile au « sage » l'intérieur, donc les « signatures » apparentes donnent à lire les « vertus » cachées. Et certains objets sont plus porteurs que d'autres de ces puissances cachées : les astres, les plantes. « Le médecin connaît toutes les vertus des plantes. Le mage connaît toutes les vertus des astres ». En tout cas, Paracelse a découvert en médecine des choses fort importantes : l'action du mercure sur l'hydropisie, le lien entre le goitre et les dépôts minéraux, la valeur thérapeutique des eaux minérales, la toxicité des vapeurs de plomb, d'arsenic et de mercure, l'action de la Lune sur le cerveau, etc.. Pour le Pseudo-Paracelse de l'Archidoxe magique, « les caractères [signes écrits, hiéroglyphes], les mots et les sceaux [images astrologiques], ont en eux-mêmes une force secrète en rien contraire à la nature et n'ayant aucun lien avec la superstition ».
Un grand moment fut celui où Kepler remplaça le mot anima (« âme »), présent dans son Mysterium cosmographicum (1596), par vis (« force »), dans son Astronomia nova (1609) : le monde cessait d'être un animal vivant, mû par des esprits, pour devenir une horloge mécanique, fonctionnant par des causes motrices.

### L'Occulte
Quand le regard occultiste se fait cosmique, les auteurs n'hésitent plus à parler de l'Occulte en général comme d'un autre monde, parallèle au monde visible, ou comme la dimension cachée, le plan obscur, la dimension un peu inquiétante du monde visible. La réalité entière se transfigure en un univers enchanté, peuplé d'anges, de dieux, gouverné par un Destin, traversé d'événements signifiants. La notion d'au-delà devient obsédante. Il est question de corps éthérique ou astral pour l'homme, de plan éthérique ou astral pour la Nature. Le Monde est un macrocosme, un Homme en grand, tout comme l'homme est un microcosme, le Monde en petit.
Henri-Corneille Agrippa de Nettesheim (dit Cornelius Agrippa) « La Magie [l'occultisme, la philosophie occulte] est une faculté qui a un très grand pouvoir, plein de mystères très relevés, et qui renferme une très profonde connaissance des choses les plus secrètes, leur nature, leur puissance, leur qualité, leur substance, leurs effets, leur différence et leur rapport : d'où elle produit ses effets merveilleux par l'union et l'application qu'elle fait des différentes vertus des êtres supérieurs avec celles des inférieurs. (…) La Physique nous apprend la nature des choses (…) : quelle est la cause secrète qui nous fait les flambeaux de nuit et les comètes, et quelle est la puissance cachée qui fait trembler la terre ? Qu'est-ce qui nous fait connaître la vertu des herbes ? (…) La Mathématique nous fait connaître la nature étendue en trois dimensions (…), les étoiles, leurs aspects et leurs figures, puisque d'elles dépend la vertu et la propriété de chaque chose élevée (…). La Théologie nous fait connaître ce que c'est que Dieu, ce que sont les Anges, les Intelligences, les Daïmons, l'Âme, la Pensée, la Religion... la vertu des paroles et des figures, des opérations secrètes et de signes mystérieux ».

### Pouvoirs occultes
Depuis le XIXe siècle, le centre d'intérêt, sinon des occultistes, du moins de leurs lecteurs ou admirateurs, s'est déplacé des choses aux hommes : des « vertus occultes » de la nature aux « pouvoirs occultes » de l'esprit. On se passionne davantage pour les sciences humaines que pour les sciences occultes.
- « Histoire inconnue des hommes ». En 1967, les lecteurs de la revue Planète[25] ont répondu à la question « Parmi les domaines qui vous intéressent, quels sont les plus importants ? » « Pour 73 %, ce sont les civilisations disparues ; pour 71 % les frontières de la recherche ; pour 66 % les sciences ; pour 61 % le monde futur ; et pour 60 % l'histoire invisible. Une autre question concerne les sujets qui les intéressent le moins. Les sciences occultes ou la parapsychologie sont mentionnées en dernier. » Le temps a passé, mais ces centres d'intérêt demeurent. Sur les civilisations disparues, après les antiques écrits de Platon[26] sur l'Atlantide ou les fantaisies de Robert Charroux[27], les livres ne manquent pas pour évoquer Mu[28], l'île de Pâques, le Triangle des Bermudes[29], etc.

Sur l'histoire invisible, divers auteurs revisitent les grands hommes, les grands événements, dans un sens occulte ; ils supposent des complots, ils croient que les Templiers sont une organisation secrète, ils voient un lien entre occultisme et nazisme… Sur les frontières de la recherche, on a vu naître des disciplines mi-scientifiques mi-occultistes, toujours passionnantes. C'est ce qu'on appelle les para-sciences : parapsychologie, ufologie (étude des OVNI), archéologie parallèle, paradoxographie (recueils des faits étranges ; inexpliqués), cryptozoologie (recherches sur les « bêtes ignorées »)…
- « Pouvoirs inconnus de l'homme ». L'intérêt pour les couches obscures de l'esprit humain (« astral », « paranormal », etc.) grandit, surtout après la découverte de l'inconscient par les magnétiseurs ou la découverte des doubles personnalités par les spirites[32]. Les recherches partent en tous sens. Un exemple le montre, une encyclopédie en 14 tomes. Elle est signée par les grands maîtres de l'occultisme du moment, dont Robert Ambelain, Robert Amadou. Son titre : Les pouvoirs inconnus de l'homme. L'encyclopédie aborde l'hypnose, la suggestion, le magnétisme, mais aussi la clairvoyance, la précognition et encore l'extase, la lévitation, le chamanisme et puis l'écriture automatique, les visions mystiques et même la communication avec les plantes. Ces « recherches psychiques » débouchent souvent sur un « développement personnel ». Il faut alors découvrir les chakras, apprendre à « lâcher prise », créer une « pensée positive ».

## Principes
Il est impossible d'arrêter un discours globalisant sur le fond de l'occultisme. Tout au plus peut-on prétendre dégager certains traits, certaines tendances redondantes dans les courants historiques. L’occultisme consiste en un syncrétisme de différents courants souvent ésotériques ou hermétiques se réclamant le plus fréquemment à l'heure actuelle des enseignements des cultes à mystères antiques ou de la kabbale juive.
- Fluides et esprits. L’occultisme se fonde sur la croyance en un monde invisible de fluides ou esprits agissants, incrusté dans le monde visible des matières et des événements ordinaires. Le mage connaît et manipule les « vertus occultes » : l'influence des astres, la force des sons, l'action cachée des symboles, les génies des lieux ou les esprits de la forêt…
- Sympathies et antipathies. Les objets entrent dans des rapports de sympathie et d'antipathie, c'est-à-dire d'amitié ou d'hostilité que le mage doit connaître et peut utiliser. Le texte phare est alors celui-ci, d'Ostanès le Mage (-480 ? ou -270 ?) : « La nature dans tel cas charme la nature, la nature dans tel cas domine la nature, la nature dans tel cas est vaincue par la nature ». L'aimant et le fer sont en sympathie (ils se « charment »). « L'animal antipathique du basilic [un serpent] est la belette domestique, dont il ne supporte ni l'odeur ni la vue »[33].
- Analogies et correspondances. La doctrine fondamentale de l'occultisme est celle des analogies et des correspondances. Il existe des relations d'identité symbolique entre le monde spirituel et le monde matériel, verticalement, de haut en bas, et, horizontalement, entre les divers éléments de chaque monde, spirituel ou matériel. Le texte phare reste ici la Table d'émeraude d'Hermès Trismégiste : « Ce qui est en bas est comme ce qui est en haut, et ce qui est en haut est comme ce qui est en bas, pour faire les miracles d'une seule chose ». Par exemple, il y a analogie, identité de structure entre Dieu (en haut) et le Soleil (en bas), entre le Monde (macrocosme) et l'Homme (microcosme), et correspondances, homologies, corrélations, apparentements entre le règne minéral du Monde et les os de l'Homme, entre Soleil et œil droit…

| Planètes | Éléments | Signes     | pierres     | vertus            | couleurs |
| -------- | -------- | ---------- | ----------- | ----------------- | -------- |
| Mars     | Feu      | Bélier     | améthyste   | hardi             | rouge    |
| Vénus    | Terre    | Taureau    | hyacinthe   | ingénieux         | sombre   |
| Mercure  | Air      | Gémeaux    | chrysoprase | ami des jeux      | jaune    |
| Lune     | Eau      | Cancer     | topaze      | vagabond          | noirâtre |
| Soleil   | Feu      | Lion       | béryl       | grande âme        | doré     |
| Mercure  | Terre    | Vierge     | chrysolite  | pieux             | vert     |
| Vénus    | Air      | Balance    | sardoine    | ami de la justice | pourpre  |
| Mars     | Eau      | Scorpion   | sardonyx    | tyran             | noir     |
| Jupiter  | Feu      | Sagittaire | émeraude    | colère            | flamme   |
| Saturne  | Terre    | Capricorne | calcédoine  | ambitieux         | blanc    |
| Uranus   | Air      | Verseau    | saphir      | marchand          | bleu     |
| Jupiter  | Eau      | Poissons   | jaspe       | fécond            | cendré   |

- Sages et mages. Les hommes de l'occulte sont tels soit par choix, soit de façon innée et organique (parce qu'ils ont un don, du fait d'une difformité physique, à la suite d'une discrimination sociale, à cause de leur nature maléfique…) ; les anglophones distinguent sur cette base le sorcerer et le witch[34]. D'autre part, certains des hommes de l'occulte agissent pour le mal, pour détruire (sorciers, magiciens noirs, satanistes), d'autres pour le bien, pour guérir, aider, conseiller (guérisseurs, rebouteux, magnétiseurs, cartomanciennes, sourciers, astrologues…)[35] ; on trouve ici l'opposition entre magie noire et magie blanche[36].
- Arts et sciences occultes. La pratique fondamentale de l'occultisme passe par les disciplines occultes.

## Histoire de l'occultisme occidental
Les origines des divers courants de l'occultisme sont multiples. Les pratiques et connaissances occultes se basent sur les civilisations des plus récentes aux plus reculées, interprétant les recherches historiques et les archives littéraires.
Parmi les plus célèbres, on peut notamment citer les Mayas, la civilisation Babylonienne et l’Égypte Antique, ainsi que les trois religions monothéistes (Christianisme, Islam, Judaïsme) à travers certains enseignements ésotériques. Dans une période historique plus récente, on peut citer certains savants tels que Marie la Juive (IIIe siècle), le Docteur Faust (1525), Nostradamus (1555) ou Aleister Crowley (1904).
Le premier grand auteur dont les traces ont été conservés matériellement est Bôlos de Mendès, dit « le Démocritéen », en fait un néo-pythagoricien qui vivait vers -100 dans l'Égypte conquise par les Grecs. Il étudiait notamment les φυσικά δυναμερά / phusiká dunamera, « pouvoirs naturels, » des pierres, plantes ou animaux, la sympathie et l'antipathie entre choses, l'alchimie et la magie, les prodiges, la divination par les songes. Il affirmait notamment à propos de son enseignement : « Je viens moi aussi en Égypte, j'y apporte la science des vertus occultes, afin que vous vous éleviez au-dessus de la curiosité multiple et de la matière confuse ». Selon Pétrone, « Démocrite [le Pseudo-Démocrite] exprima les sucs de toutes les plantes et, pour que ne demeurât pas cachée la vertu des pierres et des plantes, consacra sa vie entière à les expérimenter ». « L'animal antipathique du basilic est la belette domestique dont il ne supporte ni l'odeur ni la vue, qui le font tomber raide mort. Telle est la force de l'antipathie ». Son livre principal s'appelle Questions naturelles et mystérieuses (φυσικά και μυστικά / phusiká kai mustiká).
Parmi les textes les plus importants du Moyen Âge on peut citer : Le secret des secrets (attribué à tort à Aristote), le Grand Albert (attribué à Albert le Grand, qui effectivement est l'auteur de certains morceaux), la Table d'émeraude (attribuée mythiquement à Hermès Trismégiste).
Pendant ce temps, les interdictions (mesures administratives) ou condamnations (dénonciations pour hérésie) pleuvent. Le Code théodosien (408) interdit la magie, la divination ; le concile d'Agde (506) condamne les « enchanteurs » ; Isidore de Séville (vers 630, dans ses Etymologiae, VIII, 9) dont l'avis aura grande importance, trouve que les arts occultes tirent « leur origine d'une funeste alliance entre les hommes et les mauvais anges », autrement dit les démons ; l'évêque Tempier (1277) condamne géomancie, nécromancie, sortilèges ; la législation des franciscains leur interdit les livres d'alchimie.
Pendant la Renaissance deux théoriciens se détachent : le philosophe Henri-Corneille Agrippa de Nettesheim (dit Cornelius Agrippa) (La philosophie occulte, 1510) et le médecin Paracelse, penseur du microcosme (1520). L'astrologie et la chiromancie se développent considérablement. Le français Nostradamus bénéficie d'une grande notoriété avec ses Prophéties (1555), ainsi que John Dee à la cour d'Élisabeth Ire en Angleterre (1558). L'empereur Rodolphe II du Saint Empire Romain Germanique offre hospitalité et protection à Prague aux occultistes persécutés par l'Inquisition.
Le courant du « magnétisme animal », commencé dès Goclenius (1609), triomphant avec Franz-Anton Mesmer en 1775, met l'accent sur le magnétisme, l'hypnose. La « théologie de l'électricité » fait une approche occulte de l'électricité avec Friedrich Christoph Oetinger (1765), Johann Ludwig Fricker.
La naissance du spiritualisme moderne, avec les sœurs Fox (1848), joue un grand rôle. Tout le monde parle de tables tournantes, de revenants, d'Au-delà… La Société théosophique d'Helena Blavatsky (1875) se donne pour programme : « étudier les lois inexpliquées de la Nature et les pouvoirs latents dans l'Homme » ; elle introduit quantité de notions orientales dans l'occultisme occidental : le karma, la réincarnation, le yoga, les Grands Maîtres (Mahatma) de l'Inde et du Tibet veillant sur le monde, le corps astral, Fohat (« pouvoir vital électrique »), etc.
Le néo-occultisme se développe en Angleterre (1801-1940), en France (1853-1920), en Allemagne (1890-1910). En France, il s'illustre de personnalités chatoyantes comme Éliphas Lévi (Dogme et Rituel de la haute magie, 1854-1861), Papus (Traité méthodique de science occulte, 1891), et divers écrivains, dont Stanislas de Guaita (Au seuil du mystère, 1886), Joséphin Peladan ou Pierre Piobb. En Angleterre, après Francis Barrett (1801), Arthur Waite (The Occult Sciences, 1891) est le plus connu, entre autres pour son tarot. En Allemagne, on peut citer Carl du Prel (1894-1895), Franz Hartmann (1899), Jörg Lanz von Liebenfels.
Dans le vaste mouvement du néo-paganisme, plusieurs courants revendiquent l'occultisme, dont le néo-druidisme, le Wicca, fondé en 1939 par Gerald Gardner, et le néo-chamanisme.
Aujourd'hui l'occultisme prospère encore et toujours et produit des best-sellers. De même que le Secret des secrets et le Grand Albert eurent des succès considérables, de même les occultistes actuels. Ils sont parfois des savants, mais ils s'aventurent sur des terrains qui débordent leur spécialité. Parmi ces occultistes contemporains, on doit mentionner Lyall Watson, un biologiste né en Afrique du Sud, qui a publié un livre très intéressant, qu'il a intitulé Surnature (1973). En français, ce titre est devenu Histoire naturelle du surnaturel. Colin Wilson, connaisseur anglais de l'existentialisme et romancier, a publié L'occulte (1971), qui est une histoire des grands penseurs de l'occulte.
Parmi les amateurs d'occultisme aux XIXe siècle et XXe siècle, on trouve aussi bien des scientifiques : l'astronome Camille Flammarion, que des écrivains Joseph de Maistre, Victor Hugo, Baudelaire, Arthur Conan Doyle, Honoré de Balzac, le peintre Courbet ou le créateur de dessins animés Walt Disney. Il est à noter cependant que les écrivains et les artistes entretiennent des rapports ambigus avec l'occultisme : ces derniers, et plus particulièrement des artistes tels que Joseph de Maistre, Balzac ou de Baudelaire dénoncent violemment l'occultisme de l'époque.
Pour l'historien François Secret : « Si l'on ne peut nier que l'occultisme prit bien des choses à la Renaissance […] il n'en garda pas l'érudition. Et même à partir du De occulta philosophia, miroir déjà déformant des œuvres qu'il pilla, la pente de la décadence est longue jusqu'à l'occultisme d'E. Lévi que Papus proclamait pourtant le plus savant de tous les occultistes contemporains.
Aujourd'hui, l'occultisme n'a plus grand poids. Il semble s'être modernisé et divisé sous la forme des parasciences. « De nouvelles « disciplines » vont peu à peu apparaître dans le sillage des sciences : la cryptozoologie, la parapsychologie ou l'ufologie, la transcommunication ou l'homéopathie venant à chaque fois compléter une avancée de la science officielle par sa contrepartie parascientifique, qui trouve toujours le moyen de s'intégrer dans le vaste ensemble des savoirs ésotériques, du simple fait parfois de ne pas être officiellement reconnue…Interprétation abusive ?. L'histoire de la parapsychologie débute en 1891 lorsqu'une commission de la Société dialectique de Londres se penche sur les phénomènes spirites qui défraient la chronique depuis la fin des années 1840... La controverse sur les soucoupes volantes (devenues par la suite OVNIS, objets volants non identifiés) prend son véritable essor en 1950 avec la parution des premiers livres qui défendent l'idée qu'il s'agit de machines extraterrestres… Le premier livre de Robert Charroux, Histoire inconnue des hommes depuis cent mille ans, en 1963 (entre) dans la controverse sur l'existence des continents disparus (Atlantide, etc.), des soucoupes volantes ou des mystères de l'histoire ».
Certains auteurs, tels que Philippe Muray et Jules Michelet remarquent que la naissance de l'occultisme moderne en Europe est une conséquence du développement d'une société reposant sur un idéal de progrès : l’occultisme est indissociable du progressisme et vise versa. Pour Muray, la notion d'occultosocialisme désigne donc le régime politique et idéologique dans lequel nous vivons.
« Seize millions de Français ont déjà eu recours au marché de l’occulte en 2018, un marché partagé par 100 000 spécialistes et dont le chiffre d'affaires dépasserait les 3 milliards d’euros. Pourtant, le scepticisme de bon ton reste de mise ».

### Études
(par ordre alphabétique)
- Sarane Alexandrian, Histoire de la philosophie occulte (1982), Paris, Payot, 1994, 390 p.
- Robert Amadou, L'Occultisme (1950), Beaugency, Chanteloup, 1987.
- Jean-Pierre Corsetti, Histoire de l'ésotérisme et des sciences occultes, Paris, Larousse, « Références », 1992, 344 p.
- Mircea Eliade, Occultisme, Sorcellerie et Modes culturelles (1978), Paris, Gallimard, 1992, 182 p.
- Jean-Claude Frère, L'Occultisme. Anthologie des grands textes occultes, Paris, C.A.L.-Grasset, 1974, 287 p.
- (en) Wouter Hanegraaff, « Occult/Occultism », in Dictionary of Gnosis and Western Esotericism, Leyde, Brill, 2005, t. II, p. 884-889.
- (en) E. Howe, The Magicians of the Golden Dawn. A Documentary History of a Magical Order (1972), Red Wheel Weiser, 1978, 306 p. (W. W. Westcott, S. L. MacGregor Mathers, W. B. Yeats, A. E. Waite, A. Crowley…).
- Pierre A. Riffard, L'ésotérisme. Qu'est-ce que l'ésotérisme ?, Paris, Robert Laffont, « Bouquins », 1990, 1016 p.
- Pierre Saintyves, La force magique, Paris, Nourry, 1914, 136 p. (« Excellent exposé des théories physiques de Paracelse, de Fludd et d'Agrippa », selon Robert-Léon Wagner). En ligne :
- Jean-Michel Sallmann (dir.), Dictionnaire historique de la magie et des sciences occultes, Paris, Le Livre de poche, « La pochothèque », 2006, 832 p.
- (en) Wayne Shumaker, The Occult Sciences in the Renaissance, Berkeley, University of California Press, 1972, 305 p.
- (en) Lynn Thorndike, A History of Magic and Experimental Science (1923-1958), New York, Columbia University Press, 1984, en particulier t. II p. 535-548 (Albert le Grand), t. V (Henri-Corneille Agrippa de Nettesheim).
- Jack Chaboud. L'ésotérisme pour les Nuls. Paris. First. 2015. 376 p.
- Emmanuel Dufour-Kowalski, Abrégé de Science Occulte. Contribution à l'histoire des doctrines ésotériques. coll. « Nouvelle Bibliothèque Initiatique », série 2, no 10. Slatkine. Genève, 2019. 432 p. (ISBN 9782051028400)

### Traités occultistes
(par ordre chronologique)
- Bôlos de Mendès ou un Pseudo-Démocrite (-200 ou -100), Physica et mystica (Questions naturelles et mystérieuses). Voir A.-J. Festugière, La révélation d'Hermès Trismégiste, t.1 : L'astrologie et les sciences occultes (1944), Paris, Les Belles Lettres, « Collection d'études anciennes », 1981, p. 197-238. Traduction d'extraits : Les présocratiques (1988), éd. Jean-Paul Dumont, Gallimard, coll. « Folio-Essais », 1991, p. 572-584. Textes en ligne :
- Les Cyranides (Kyranides), ensemble de traités attribués à Hermès Trismégiste, écrits au moins en partie par Harpocration d'Alexandrie (vers 150 ou 350), portant sur les propriétés occultes des poissons, animaux terrestres, oiseaux. Traduction par Fernand de Mély en 1902, dans Les Lapidaires de l'Antiquité et du Moyen Âge, Paris, E. Leroux, t. III (1902).
- Le secret des secrets, ou Lettre [d'Aristote] à Alexandre [le Grand] (texte arabe Kitâb Sirr al-Asrâr. Livre du secret des secrets) vers 730, par Sâlim abû al-'Alâ, mais certains historiens, dont J. Ruska (Al-Razi's Buch Geheimnis der Geheimnisse, 1937, rééd. 1973) lui donnent pour auteur Abû Bakr al-Râzî (865-925), d'autres ont proposé Yuhannâ ibn al-Bitrîq, vers 941. ; texte latin Secretum secretorum en version longue vers 1243, par Philippe de Tripoli). Secretum secretorum Aristotelis ad Alexandrum Magnum, Cambridge (Mass.), Omnisys, 1990, 153 p. (reprint de l’éd. de Venise en 1555). Texte en ligne :
- Pseudo-Albert le Grand, Les admirables secrets d'Albert le Grand (1245-1703), trad. du latin : Le Grand et le Petit Albert, Paris, Trajectoire, 1999, 391 p. Extraits en ligne :
- Henri-Corneille Agrippa de Nettesheim, La philosophie occulte (1510, 1re éd. 1531-1533), trad. du latin Jean Servier, Paris, Berg International, 1982, 3 t. Livre I, 218 p. : La magie naturelle, livre II, 228 p. : La magie céleste, livre III, 248 p. : La magie cérémonielle. Le livre IV est apocryphe et relève de la magie démoniaque : Les cérémonies magiques, trad., Éditions traditionnelles, 2000, 80 p.
- Nostradamus, Les prophéties (1555), Les Mille et Une Nuits, 1998, 134 p. Texte en ligne :
- Paracelse, Archidoxe magique (1524). Extraits de Paracelse en 3 t. : De la magie, De l'alchimie, De l'astrologie, Strasbourg, Presses universitaires de Strasbourg, 1998-2002. Textes en ligne :
- Jacques Collin de Plancy, Dictionnaire infernal ou Répertoire universel des êtres, des personnages, des livres, des faits et des choses qui tiennent aux apparitions, à la magie, au commerce de l'enfer, aux démons, aux sorciers, aux sciences occultes, etc. (1844) Paris
- Éliphas Lévi, Dogme et Rituel de la haute magie (1854-1861) : Secrets de la magie, Paris, Robert Laffont, coll. « Bouquins », 2000, p. 5-347. Extraits en ligne :
- Frederik Liubenstein, L'ésotérisme moderne ou traité d'occultisme théorique et pratique en accord avec les principes de la science moderne (1886), Lyon.
- Papus, Traité élémentaire d'occultisme (1888), Paris, Bussière, 1999, 304 p. En ligne :
- Papus, Traité méthodique de science occulte (1891), Saint-Jean-de-Braye, Dangles, 2 t. Extraits en ligne de Papus :
- Pierre Piobb, Formulaire de Haute Magie (1907)
- Manly Palmer Hall, The Secret Teachings of All Ages. An Encyclopedic Outline of Masonic, Hermetic, Kabbalistic and Rosicrucian Philosophy (1928), Jeremy Tarcher, 2005, 768 p. En ligne
- Dion Fortune, Comment pratiquer l'occultisme sans danger (1929), trad. de l'an., Paris, Sand et Tchou, 2001, 162 p.
- Pierre Piobb, Clef universelle des sciences secrètes (1950)
- Dom Néroman (dir.), Grande encyclopédie illustrée des sciences occultes, Argentor, 1952, 2 vol. Illustres collaborateurs et articles substantiels.
- Lyall Watson, Histoire naturelle du surnaturel (1973), trad. de l'an., Paris, J'ai lu, « L'aventure mystérieuse », 1999, 379 p.
- Benjamin Walker (en), Man and the Beasts Within: The Encyclopedia of the Occult, the Esoteric, and the Supernatural, (1978) Stein & Day, New York.

### Romans occultistes
- Abbé Henri de Montfaucon de Villars, Le Comte de Gabalis, ou Entretiens sur les sciences secrètes (1670), Saint-Genouph, Nizet, 2005
- Jacques Cazotte, Le Diable amoureux (1772), Paris, Gallimard, « Folio », 1981, 348 p.
- Walter Scott, Guy Mannering, ou l'astrologue (1829), trad. de l'an., Firmin-Didot, 591 p.
- Charles Nodier, La Fée aux miettes (1832), « Classiques Hachette », 1993, 285 p.
- Joris-Karl Huysmans, Là-bas (1891), Garnier-Flammarion
- August Strindberg, Le Songe (1902), trad. du suédois par l'auteur, Stock, 1924

## Citations
- René Descartes : « Rien ne me semble plus absurde que de discuter hardiment sur les mystères de la nature, sur l'influence des cieux sur notre terre, sur la prédiction de l'avenir et autres choses semblables, comme font beaucoup de gens, et de n'avoir cependant jamais cherché si la raison humaine est capable de découvrir ces choses. » (Règles pour la direction de l'esprit).
- Sigmund Freud : « Jung, vous me promettez d’arrêter la marée noire de l’occultisme ? »
- Papus : « L'Occultisme a pour but l'étude de la tradition antique concernant les forces cachées (hyperphysiques) de la Nature, de l'Homme et du Plan divin. »